# Gymnadenia emeiensis
Gymnadenia emeiensis är en orkidéart som beskrevs av Kai Yung Lang.
Gymnadenia emeiensis ingår i släktet brudsporrar och familjen orkidéer. Inga underarter finns listade i Catalogue of Life.